# بانک شهریار
بانک شهریار توسط علی رضایی و گروه صنعتی شهریار با همکاری تعدادی از صاحبان صنایع در سال ۱۳۲۳شمسی با سرمایه اولیهٔ ۳۰ میلیون ریال تأسیس شد. دفتر مرکزی آن در تهران قرار داشت.
مالک اصلی این بانک برادران رضایی بود که مالکیت کارخانه جاتی مانند گروه ملی صنعتی فولاد ایران را داشته و در بازار آهن تهران دارای نفوذ خاصی بودند. از دیگر سهامداران این بان می‌توان به منصور یاسینی اشاره کرد.
این بانک بیست و نهم آذرماه سال ۱۳۵۸ پس از قانون ملی شدن بانک‌ها به همراه ۱۱ بانک: اعتبارات ایران، ایران و خاور میانه، ایران و انگلیس، بین‌المللی ایران و ژاپن، تجارتی ایران و هلند، شهریار، ایرانیان، کار، بازرگانی ایران و ایرانشهر و صنایع ایران و بعدها در سال ۱۳۶۰ بانک ایران و روس بانک تجارت را تشکیل دادند.
در سال ۱۳۵۵، سرمایه بانک شهریار بیش از پنج میلیارد ریال و مجموع دارایی‌های آن بیش از ۲۹ میلیارد ریال اعلام شد.

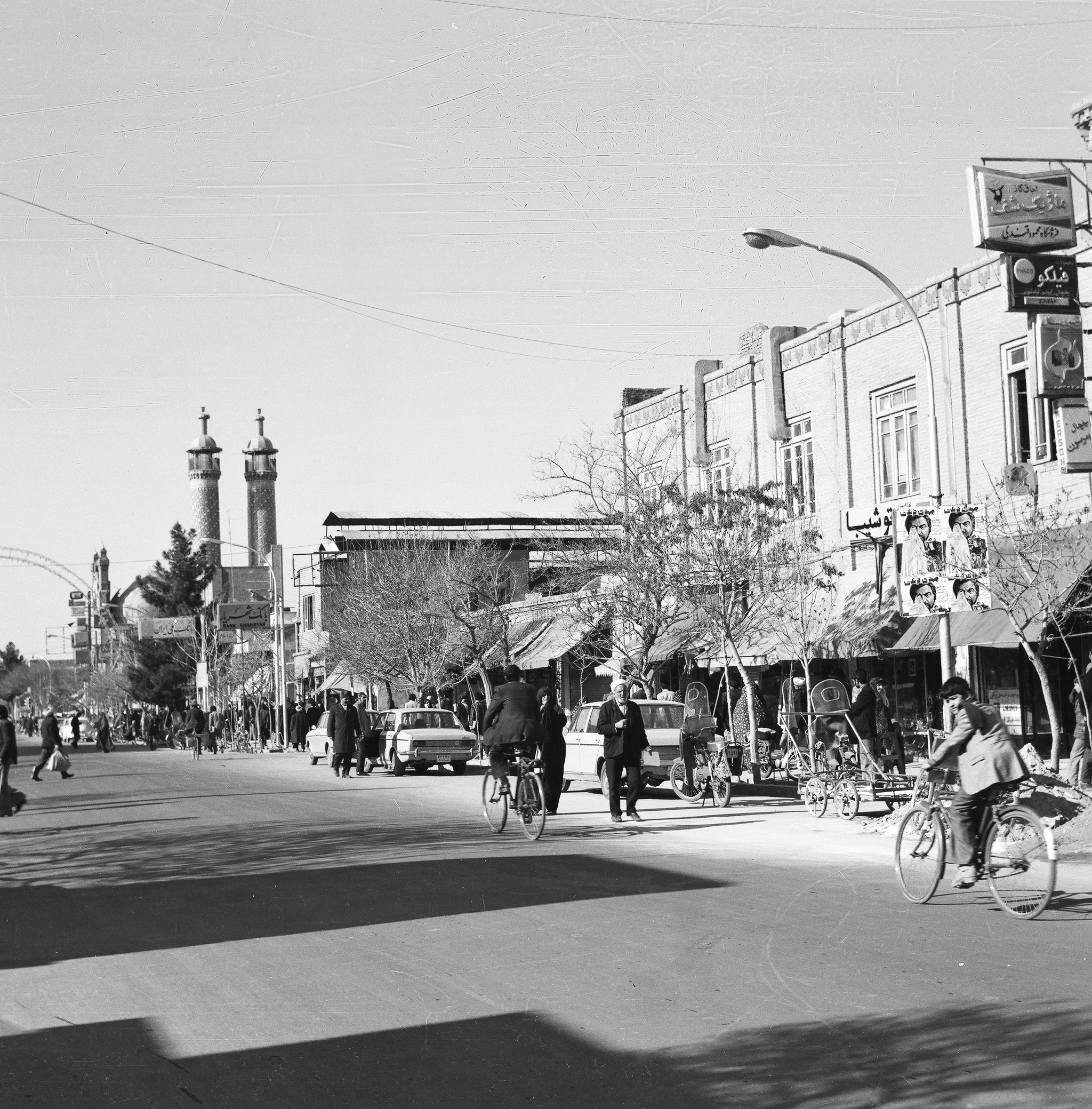
عکسی قدیمی از شعبه بانک شهریار در خیابانی در سبزوار

## ویژگی‌ها
بانک شهریار یکی از بانک‌هایی بود که تجهیزات انفورماتیکی کاملی را در سال‌های پیش از انقلاب برعهده داشت.